# Ciccioli della Val Leogra
I ciccioli della Val Leogra, detti anche sossoli sono un prodotto tipico veneto ottenuto dalla lavorazione del maiale a seguito della preparazione dello
strutto: sono frammenti carnosi cui è adesa la parte grassa del maiale che vengono cotti per sciogliere il grasso separandolo dalla parte magra. Con la cottura diventano scuri e croccanti, molto saporiti e calorici. 
I ciccioli vengono consumati in inverno, fra dicembre e febbraio, poco dopo l'abbattimento del maiale (che la tradizione contadina voleva dopo la festa di san Tommaso il 21 dicembre) e non possono essere conservati oltre. Un tempo erano riposti in luogo buio e fresco in contenitori di coccio, oggi in frigorifero. L'elevato contenuto in grasso e quindi in calorie li rendeva cibo prezioso nei lunghi inverni alpini. 

## Storia
Il maiale è stato uno dei primi animali allevati dall'uomo fin da tempi antichissimi: le prime testimonianze di tale pratica risalgono ai graffiti della grotta di Altamira (ca. 40.000 a.C.).
In veneto la tradizione di lavorare la carne per conservarla era persino precedente: sin dal III secolo a.C. i Veneti commerciavano con i romani vendendo carni salate o affumicate o salami e salsicce speziate prodotti con carne di vari animali, fra cui suini.
L'allevamento del maiale (mas-cio, boxgato, o porsèło in lingua veneta) e la sua uccisione al momento opportuno rappresentano una delle tradizioni contadine più antiche e sentite in tutto il Veneto. A testimonianza di questo il portale della Basilica di San Marco di Venezia, risalente alla metà del XIII secolo, è decorato da un bassorilievo nel quale il mese di dicembre è rappresentato della macellazione del maiale da parte del mazzìn.
Nel XVII secolo era già in uso una tecnica di lavorazione paragonabile a quella odierna.
Una particolarità dei maiali allevati in Val Leogra è l'alimentazione a base di patate e castagne che conferiscono alla carne un sapore particolare. Sono stati riconosciuti come P.A.T..

## Uso in cucina
I ciccioli sono usati per insaporire verdure cotte (biete e altre verdure in foglia tipiche dei mesi invernali) oppure per la preparazione del pane. 